# Ferdinand Glaser (Architekt)
Ferdinand Glaser (* 30. Mai 1880 in Seestadtl, Böhmen; † 27. September 1961 in Wien) war ein österreichischer Architekt vornehmlich des spätklassizistischen Reformstils.

## Leben
Ferdinand Glaser war der Sohn eines Maurermeisters im nordböhmischen, hauptsächlich von Deutschsprachigen bewohnten Seestadtl. Er besuchte die Staatsgewerbeschule in Pilsen und studierte von 1901 bis 1905 an der Akademie der bildenden Künste Wien. Danach war er außerordentlicher Hörer an der Technischen Hochschule in Wien von 1906 bis 1907.
Nach Abschluss des Studiums beteiligte er sich an Wettbewerben und konnte erste Bauten verwirklichen. 1909 wurde er Mitglied der Wiener Bauhütte, 1910 Architekt im Ministerium für öffentliche Arbeiten. Um 1912 ging er eine Arbeitsgemeinschaft mit Ludwig Kloos ein, ab ca. 1914 eine solche mit Rudolf Eisler. Mit diesem zusammen etablierte er sich als Architekt der Österreichischen Nationalbank, dessen Technischer Oberkontrollor er wurde.
1919 wurde Glaser Mitglied der Zentralvereinigung der Architekten Österreichs, 1926 erhielt er die Befugnis zum Ziviltechniker und gehörte ab nun der Ingenieur- und Architektenkammer Wien an. Nach einem letzten bekannten Bauprojekt Anfang der 1930er Jahre liegen keine weiteren Informationen über Glaser mehr vor. Er wurde 1961 auf dem Neustifter Friedhof bestattet.

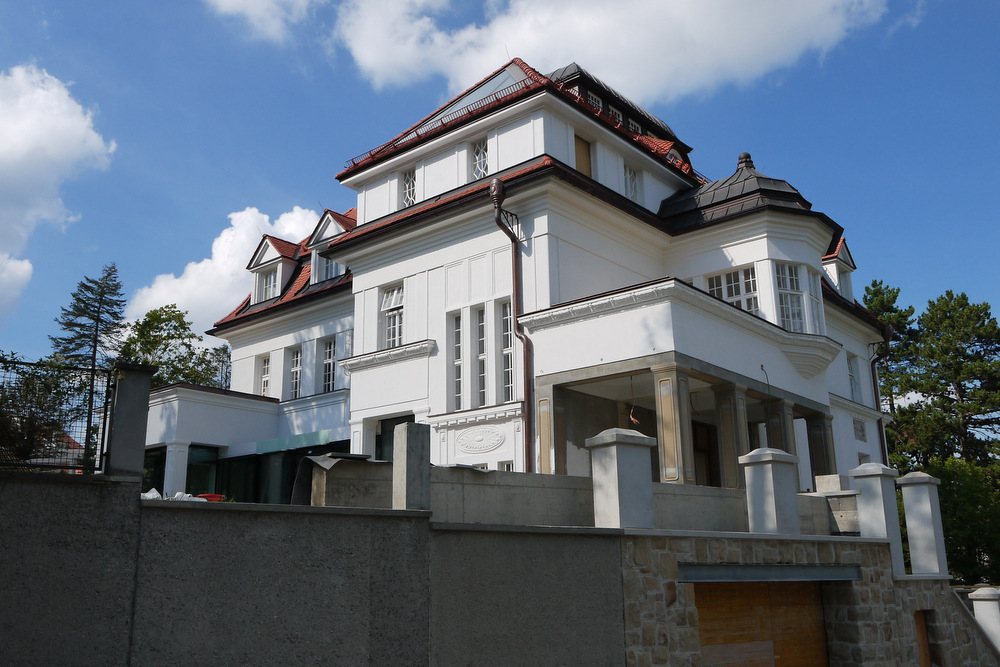
Villa Miller, Wien 13 (1913–1916)

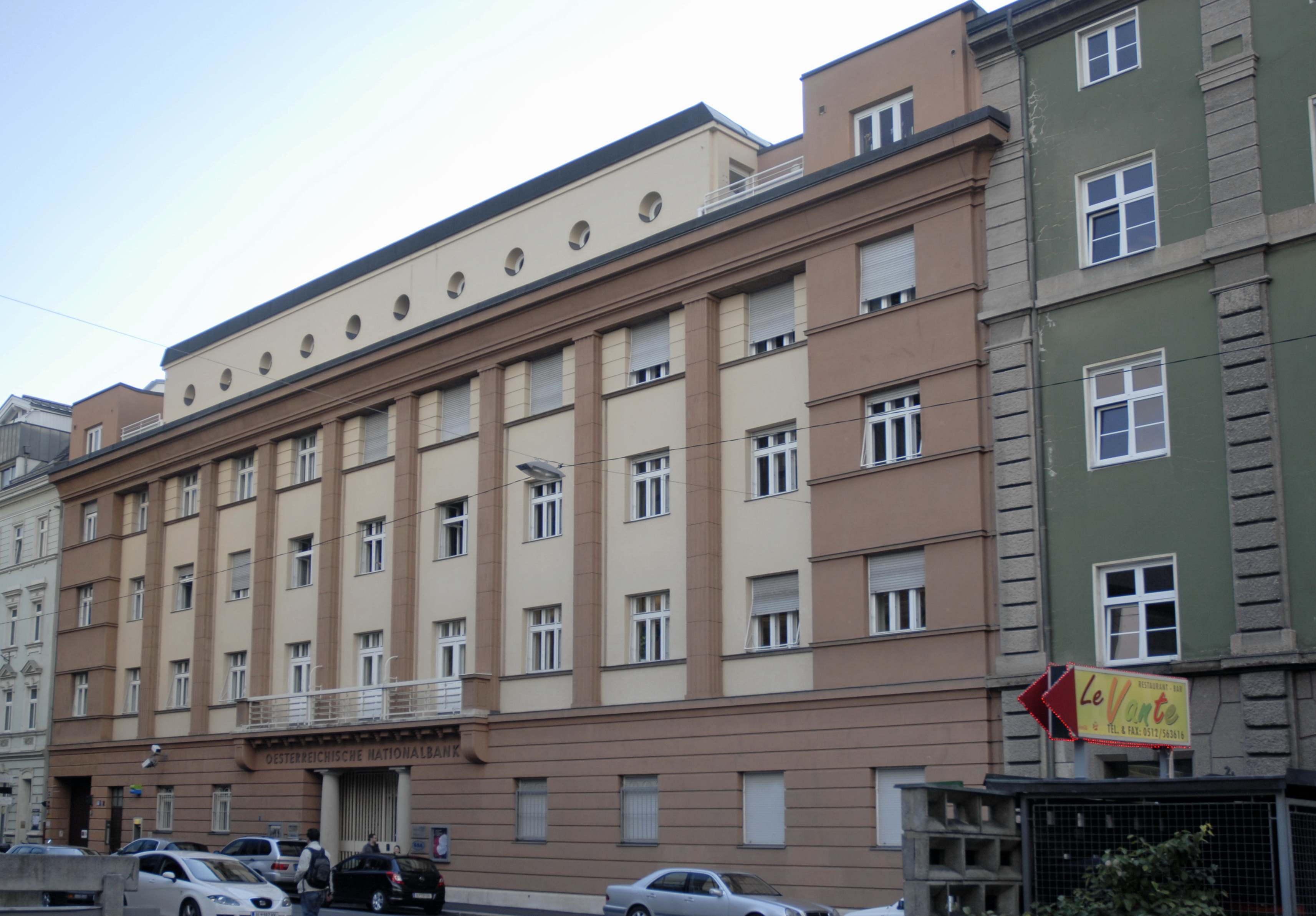
Österreichische Nationalbank, Innsbruck (1930)

## Werk
Die Villen und Wohnbauten Glasers vor dem Ersten Weltkrieg sind meist auf pittoreske Wirkung abzielend gestaltet und zeigen Nähe zum Heimatstil. Nach dem Ersten Weltkrieg in Arbeitsgemeinschaft mit Rudolf Eisler sind die Bauten sachlicher, mit gemäßigtem neoklassizistischem Formenvokabular und schlichte Eleganz ausstrahlend.
- 1908: Lehrerbildungsanstalt Oberhollabrunn (heute Hollabrunn), Niederösterreich (Wettbewerb, 2. Preis)
- 1911: Villa, Glanzinggasse 28, Wien 19
- 1912–1913: Wohnhäuser, Bastiengasse 40 / Scheibenbergstraße 39 und 37, Wien 18 (mit Kloos)
- 1913–1916: Villa Miller, Schweizertalstraße 36, Wien 13 (mit Ludwig Kloos, heute Bundesanstalt für Agrarwirtschaft)
- 1918–1925: Österreichische Nationalbank, Otto-Wagner-Platz 3, Wien 9 (mit Rudolf Eisler)
- 1923: Wollwarenfabrik Bernhard Altmann, Siebenbrunnengasse 19–21, Wien 5 (Erweiterungsbau, mit Rudolf Eisler)
- 1925: Österreichische Nationalbank, Anton Schneiderstraße 12, Bregenz (mit Rudolf Eisler)
- 1928–1929: Österreichische Nationalbank, Esterhazyplatz 2, Eisenstadt (mit Rudolf Eisler)
- 1930: Österreichische Nationalbank, Adamgasse 2, Innsbruck (mit Rudolf Eisler)
- 1930–1931: Wohnhausanlage für Angestellte der Österreichischen Nationalbank, Hockegasse 55–57, Wien 18 (mit Rudolf Eisler)